# 기니의 행정 구역
기니는 8개의 주로 구성되어 있다. 

## 현
기니의 주는 33개의 현과 1개의 특별시인 코나크리로 세분된다.